# Wuppertaler Gewerkschaftsprozesse

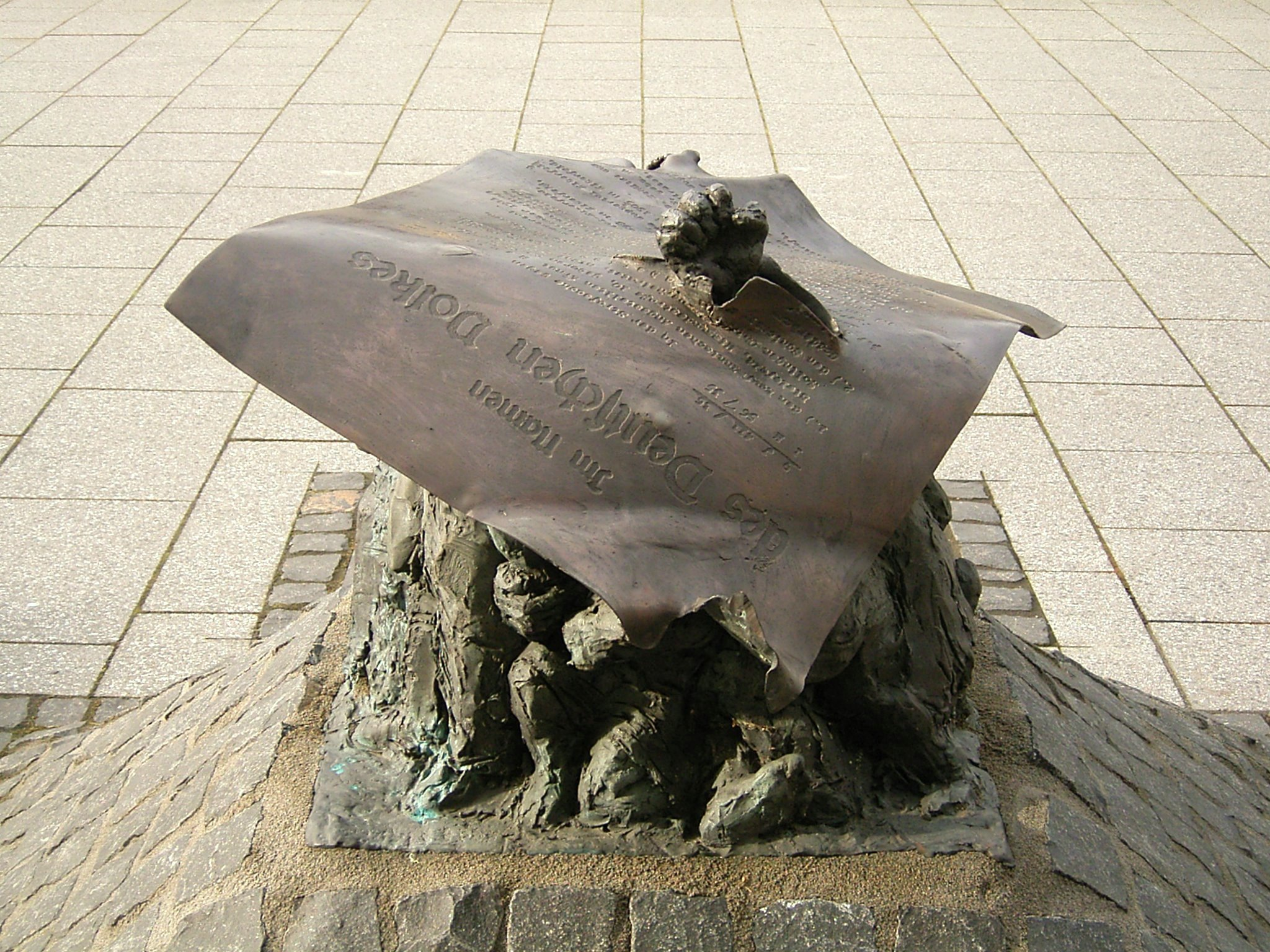
Mahnmal für die Gewerkschaftsprozesse am Wuppertaler Landgericht

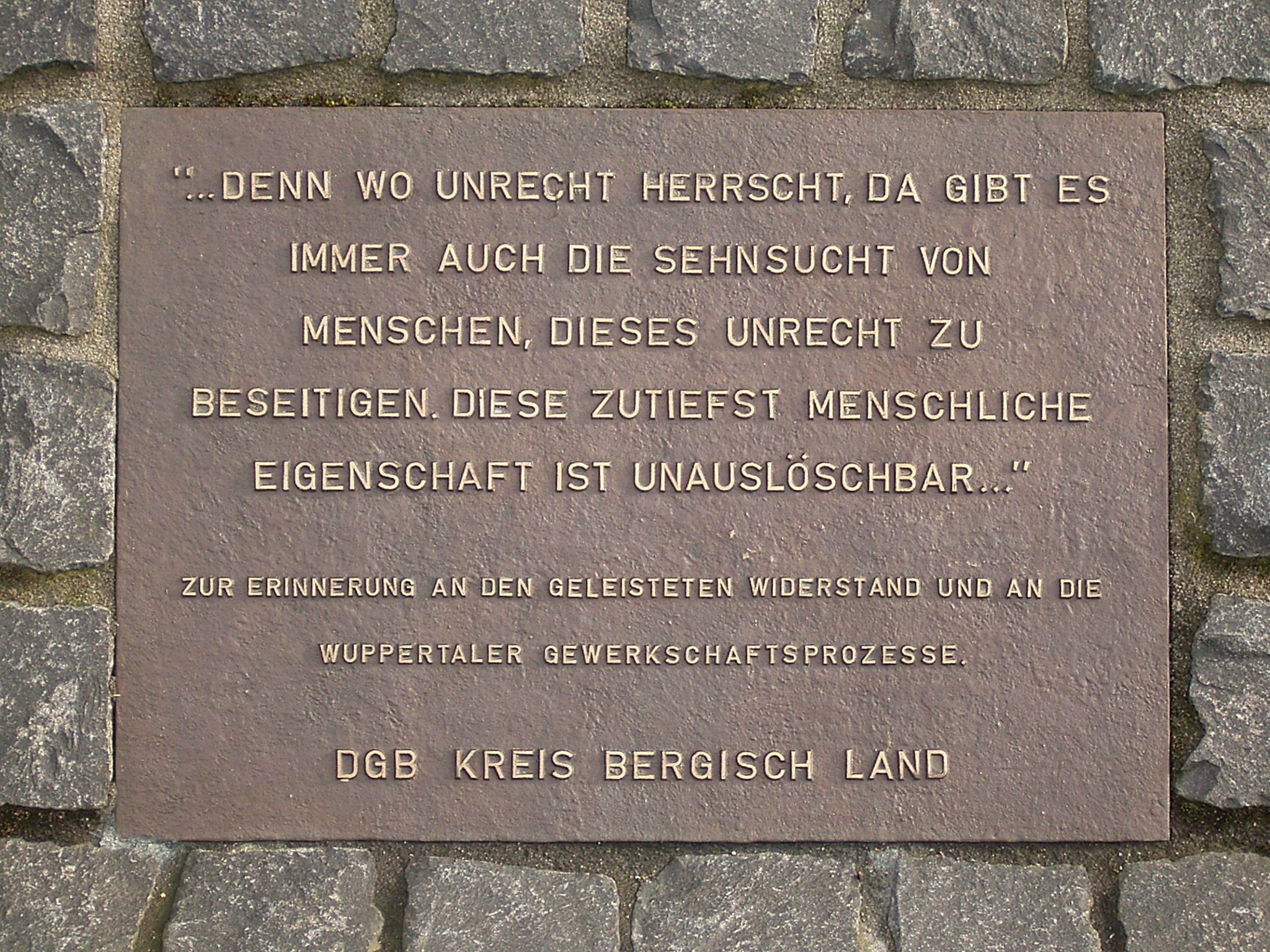
Inschrift am Mahnmal

Die Wuppertaler Gewerkschaftsprozesse waren eine Reihe von Massenprozessen, die zwischen 1935 und 1937 vor dem Volksgerichtshof (VGH) und dem Oberlandesgericht Hamm (OLG) verhandelt wurden. Rund 800 Frauen und Männer, Mitglieder damals in Deutschland verbotener Arbeiterorganisationen, waren wegen „Vorbereitung zum Hochverrat“ angeklagt. Viele dieser Frauen und Männer hatten sich am Aufbau illegaler Gewerkschaftsgruppen beteiligt.
Nach der „Machtergreifung“ durch die Nationalsozialisten im Januar 1933 baute die KPD gemeinsam mit Sozialdemokraten, Parteilosen und Angehörigen freier Gewerkschaftsgruppen im Raum Wuppertal, der traditionell als „rot“ galt, innerbetriebliche Widerstandsgruppen auf.
Ab Anfang 1935 gelang es der Gestapo in Zusammenarbeit mit dem Sicherheitsdienst des Reichsführers SS (SD), die meisten dieser Widerstandsgruppen zu zerschlagen. Die Verhaftungen von über 1200 – andere Angaben sprechen gar von 1900 – Frauen und Männern aus Wuppertal, Velbert, Solingen und Remscheid führten zu den Wuppertaler Gewerkschaftsprozessen. Durch die Aktivitäten eines in den Niederlanden gegründeten Komitees sowie die Berichte des kommunistischen Publizisten Werner Kowalski wurden diese Verfahren auch international bekannt.

## Verhaftungen und Verhöre
Den Auftakt bildeten am 17. Januar 1935 die Festnahmen der drei führenden Köpfe der illegalen Gruppen, Willi Muth, Otto Heyler und Wilhelm Recks. Bei den Verhören der Häftlinge gingen die Gestapo-Männer mit äußerster Brutalität vor. Von Januar 1935 bis Dezember 1936 starben mindestens 17 Männer an den Folgen der Verhöre oder begingen Suizid; eines der ersten Opfer war Wilhelm Muth. Weitere Festnahmen erfolgten aufgrund von Aussagen nach Folterung, aber auch von Informationen durch V-Leute. Ein Teil der Festgenommenen, Familienangehörige oder Freunde, wurden für kurze Zeit verhaftet, um sie unter Druck zu setzen. So wurden Eltern und Bruder von Ernst Bertram im April 1935 elf Tage in „Schutzhaft“ genommen.

## Prozesse
Gegen zwei Drittel der rund 1200 Festgenommenen erhoben die Staatsanwaltschaften Anklage, in der Regel wegen „Vorbereitung zum Hochverrat“. Bei den Prozessen standen mitunter 100 Angeklagte gleichzeitig vor Gericht. 700 Frauen und Männer wurden verurteilt, rund 80 von ihnen freigesprochen und 400 Verfahren bereits vor Prozessbeginn eingestellt. Acht Prozent der Angeklagten waren Frauen; die höchste Strafe gegen eine Frau war sechs Jahre Zuchthaus. Einer der jüngsten Angeklagten war der 21-jährige Karl Ibach, der zu acht Jahren Zuchthaus verurteilt wurde und nach dem Krieg seine Erlebnisberichte aus dem Wuppertaler KZ Kemna veröffentlichte.
Für den Prozess gegen „Bertram u. a.“ kam der Volksgerichtshof aus Berlin und tagte im Wuppertaler Landgericht; zwölf Männer und eine Frau waren angeklagt. Die höchste Strafe – 15 Jahre – wurde gegen Ernst Bertram verhängt. Bertram starb drei Jahre nach seiner Verurteilung im November 1935 im Zuchthaus Brandenburg-Görden an Tuberkulose. Die meisten Verfahren fanden vor dem Oberlandesgericht Hamm unter dem Vorsitzenden Richter Ernst Hermsen statt, auch als „kleiner Volksgerichtshof“ bekannt. Zahlreiche weitere Verurteilte wurden nach ihrer regulären Haftzeit in ein Konzentrationslager deportiert und kamen dort zu Tode oder wurden ab 1942 zum Wehrdienst in Strafbataillonen gezwungen. Eine der Urteilsbegründungen lautete, dass die KPD ihre illegale Tätigkeit in besonderem Maße im Bergischen Lande entfaltet habe, „wo die Eigenart der Bevölkerung und die Schwierigkeit der Wirtschaftslage einer auf den Weltmarkt angewiesenen Industrie einen besonders günstigen Boden schufen“.
Rund 120 Menschen gelang die Flucht, die meisten von ihnen hielten sich anschließend illegal in Belgien, Frankreich und den Niederlanden auf, wo einige von ihnen nach Kriegsbeginn von den Deutschen aufgespürt wurden. 39 Wuppertaler kämpften auf republikanischer Seite im Spanischen Bürgerkrieg und rund 20 in den Widerstandsbewegungen ihrer Gastländer.
1944 wurden 23 weitere Kommunisten aus Wuppertal, die sich unter Leitung von Wilhelm Knöchel, einem Mitglied der illegalen Reichsleitung der KPD, organisiert hatten, zum Tode verurteilt und hingerichtet, darunter neben Knöchel Willi Seng.
Die Angeklagten, die NS-Regime und den Zweiten Weltkrieg überlebten, spielten nach 1945 oftmals eine führende Rolle beim Wiederaufbau der bergischen Städte und der dortigen Gewerkschaften.

## Erinnerung
Die Wuppertaler Gewerkschaftsprozesse fanden eine große Resonanz in der internationalen Arbeiterbewegung und gelten als Symbol des Massenwiderstands gegen den Nationalsozialismus. 1995 wurde ein Mahnmal zur Erinnerung an die Wuppertaler Gewerkschaftsprozesse der Bildhauerin Ulle Hees am Landgericht Wuppertal enthüllt, weitgehend finanziert aus privaten Spenden. Im Treppenhaus des Landgerichtsgebäudes erinnert zudem ein „Mahnfenster“ an „Justizunrecht in der Zeit des Nationalsozialismus“. Im November 2005 jährte sich zum 70. Mal der Beginn des ersten Verfahrens der Prozess-Serie. Aus diesem Anlass wurde eine umfangreiche Website zu diesem Thema erstellt wie auch eine Ausstellung.